# Informació mútua quàntica
En la teoria de la informació quàntica, la informació mútua quàntica, o informació mútua de von Neumann, després de John von Neumann, és una mesura de correlació entre subsistemes de l'estat quàntic. És l'anàleg de la mecànica quàntica de la informació mútua de Shannon.

## Motivació
Per simplificar, s'assumeix que tots els objectes de l'article són de dimensions finites.
La definició d'entropia mútua quàntica està motivada pel cas clàssic. Per a una distribució de probabilitat de dues variables p(x,y), les dues distribucions marginals són
{\displaystyle p(x)=\sum _{y}p(x,y),\qquad p(y)=\sum _{x}p(x,y).}
La informació mútua clàssica I ( X : Y ) es defineix per
{\displaystyle I(X:Y)=S(p(x))+S(p(y))-S(p(x,y))}
on S ( q ) denota l'entropia de Shannon de la distribució de probabilitat q.
Es pot calcular directament
{\displaystyle {\begin{aligned}S(p(x))+S(p(y))&=-\left(\sum _{x}p_{x}\log p(x)+\sum _{y}p_{y}\log p(y)\right)\\&=-\left(\sum _{x}\left(\sum _{y'}p(x,y')\log \sum _{y'}p(x,y')\right)+\sum _{y}\left(\sum _{x'}p(x',y)\log \sum _{x'}p(x',y)\right)\right)\\&=-\left(\sum _{x,y}p(x,y)\left(\log \sum _{y'}p(x,y')+\log \sum _{x'}p(x',y)\right)\right)\\&=-\sum _{x,y}p(x,y)\log p(x)p(y)\end{aligned}}}
Així que la informació mútua és
{\displaystyle I(X:Y)=\sum _{x,y}p(x,y)\log {\frac {p(x,y)}{p(x)p(y)}},}
On es pren el logaritme en la base 2 per obtenir la informació mútua en bits. Però aquesta és precisament l'entropia relativa entre p(x,y) i p(x) p(y). En altres paraules, si suposem que les dues variables x i y no estan correlacionades, la informació mútua és la discrepància en la incertesa resultant d'aquesta suposició (possiblement errònia).
De la propietat de l'entropia relativa es dedueix que I(X:Y) ≥ 0 i la igualtat es compleix si i només si p(x,y) = p(x) p(y).

## Definició
La contrapartida mecànica quàntica de les distribucions de probabilitat clàssiques es modela amb matrius de densitat.
Considereu un sistema quàntic que es pot dividir en dues parts, A i B, de manera que es poden fer mesures independents en qualsevol de les parts. L'espai d'estats de tot el sistema quàntic és llavors el producte tensor dels espais de les dues parts.
{\displaystyle H_{AB}:=H_{A}\otimes H_{B}.}
Sigui ρAB una matriu de densitat que actua sobre els estats de H AB. L'entropia de von Neumann d'una matriu de densitat S(ρ), és l'analogia de la mecànica quàntica de l'entropia de Shannon.
{\displaystyle S(\rho )=-\operatorname {Tr} \rho \log \rho .}
Per a una distribució de probabilitat p ( x, y ), les distribucions marginals s'obtenen integrant les variables x o y. L'operació corresponent per a les matrius de densitat és la traça parcial. Per tant, es pot assignar a ρ un estat del subsistema A per
{\displaystyle \rho ^{A}=\operatorname {Tr} _{B}\;\rho ^{AB}}
on Tr B és traça parcial respecte al sistema B. Aquest és l' estat reduït de ρAB al sistema A. L' entropia reduïda de von Neumann de ρAB respecte al sistema A és
{\displaystyle \;S(\rho ^{A}).}
S(ρB) es defineix de la mateixa manera.
Ara es pot veure que la definició d'informació mútua quàntica, corresponent a la definició clàssica, hauria de ser la següent.
{\displaystyle \;I(A\!:\!B):=S(\rho ^{A})+S(\rho ^{B})-S(\rho ^{AB}).}
La informació mútua quàntica es pot interpretar de la mateixa manera que en el cas clàssic: es pot demostrar que
{\displaystyle I(A\!:\!B)=S(\rho ^{AB}\|\rho ^{A}\otimes \rho ^{B})}
on {\displaystyle S(\cdot \|\cdot )} denota entropia relativa quàntica. Tingueu en compte que hi ha una generalització alternativa de la informació mútua al cas quàntic. La diferència entre els dos per a un estat donat s'anomena discòrdia quàntica, una mesura de les correlacions quàntiques de l'estat en qüestió.